# Renault Clio V6
La Renault Clio V6 est une voiture de sport produite par le constructeur automobile français Renault de novembre 2000 au 13 juillet 2005. Basée sur la Clio II, elle est destinée à célébrer l'engagement de Renault en compétition, comme la Renault 5 Turbo sortie 20 ans plus tôt.
Elle est équipée du moteur V6 ESL de 3,0 L en position centrale arrière, et dispose d'une carrosserie en composite large et démonstrative. Jugée décevante de par son intérieur moins soigné que chez ses concurrentes, doublé d'un comportement routier critiqué, la Clio V6 fait face à un échec commercial à sa sortie. Elle connait alors le 16 juin 2003 un restylage, parallèlement à la Clio II standard, en plus de nombreuses améliorations techniques apportées au moteur. Sur ses 5 années de carrière, la Clio V6 s'écoule à moins de 3 000 exemplaires.

## Historique

### Contexte
Axel Breun, designer automobile, rejoint la marque Renault en 1988, durant le développement de la Twingo I. Il est immédiatement conquis par sa carrosserie monocorps, mais trouve qu'un tel projet mériterai un moteur sportif. Il a alors l’idée de placer le moteur trois-cylindres turbo de 101 ch de la Daihatsu Charade III GTti, l’une des voitures utilisés comme référence pour concevoir la Twingo I. Le projet n'est cependant pas concrétisé, en raison de difficultés liées à l’adaptation électronique.
En parallèle, Axel Breun cherche une voiture de sport dont le châssis pourrait accueillir la carrosserie de la Twingo I. La Ferrari 308, dont l'empattement est quasiment le même que celui de la Twingo, est retenue. De plus, les voies avant et arrière correspondent, la Twingo I étant assez large pour une citadine, et la Ferrari assez étroite pour une sportive. Le projet n'abouti pas une fois de plus, faute de budget pour acquérir une Ferrari 308 accidentée.
Le directeur du design de Renault, Patrick Le Quément, est intéressé par les différents croquis de Breun, et le milieu des années 1990 voit le constructeur français miser sur une stratégie d'image sportive pour promouvoir la deuxième génération de Clio. À cette époque, Renault jouit d'une identité sportive en raison de ses résultats en Formule 1 avec Williams, et commercialise déjà la Renault Spider depuis 1995.

### Conception et développement
Ainsi, pour la présentation de la Renault Clio II en 1998, la branche Renault Sport prépare le programme sportif pour accompagner le lancement de la nouvelle citadine. En décembre 1997, le projet « Clio II Maxi » est lancé et propose un design radical dessiné par Breun et inspiré de ses concepts sur la Twingo I, avec une caisse en composite reposant sur le châssis de la Spider, et disposant de portes à ouverture en élytre. Le projet est une nouvelle fois abandonné, après la production d'une maquette à l'échelle 1/1 par le studio D3. 
| Images externes |                                           |
|                 | La Clio V6 Trophy.                        |
|                 | Le concept-car Clio Renault Sport V6 24V. |

En 1998, la deuxième génération de Clio est lancée et donc déclinée en une version RS, commercialisée à partir de janvier 2000, ainsi qu'en une version de compétition basée sur le projet de la « Clio II Maxi », la Clio V6 Trophy. Pour lancer cette version en compétition, Renault doit alors développer une version homologuée de série.
Renault Sport réalise un concept-car basé sur la V6 Trophy, la « Clio Renault Sport V6 24V », présentée au Mondial de l'Automobile de Paris d'octobre 1998 pour le centenaire de la marque. L'engouement suscité par ce concept incite Renault à collaborer avec l'écurie automobile britannique Tow Walkinshaw Racing (TWR) pour réaliser une étude de faisabilité en vue d'un éventuel projet de production. Pour gagner en rapidité, Renault choisi de lancer le développement du modèle en juillet 1999 et de le confier à TWR, renommé pour son implication dans la mise au point de la Jaguar XJ220 et l'Aston Martin DB7, ainsi que dans l'optimisation des monoplaces de Formule 1 pour l'équipe Arrows. La conception du modèle dure dix-huit mois et est assuré à Kidlington, dans l'Oxfordshire, au Royaume-Uni, et se termine courant 2000,.

### Présentation, lancement et améliorations

#### Phase 1, de novembre 2000 à juin 2003

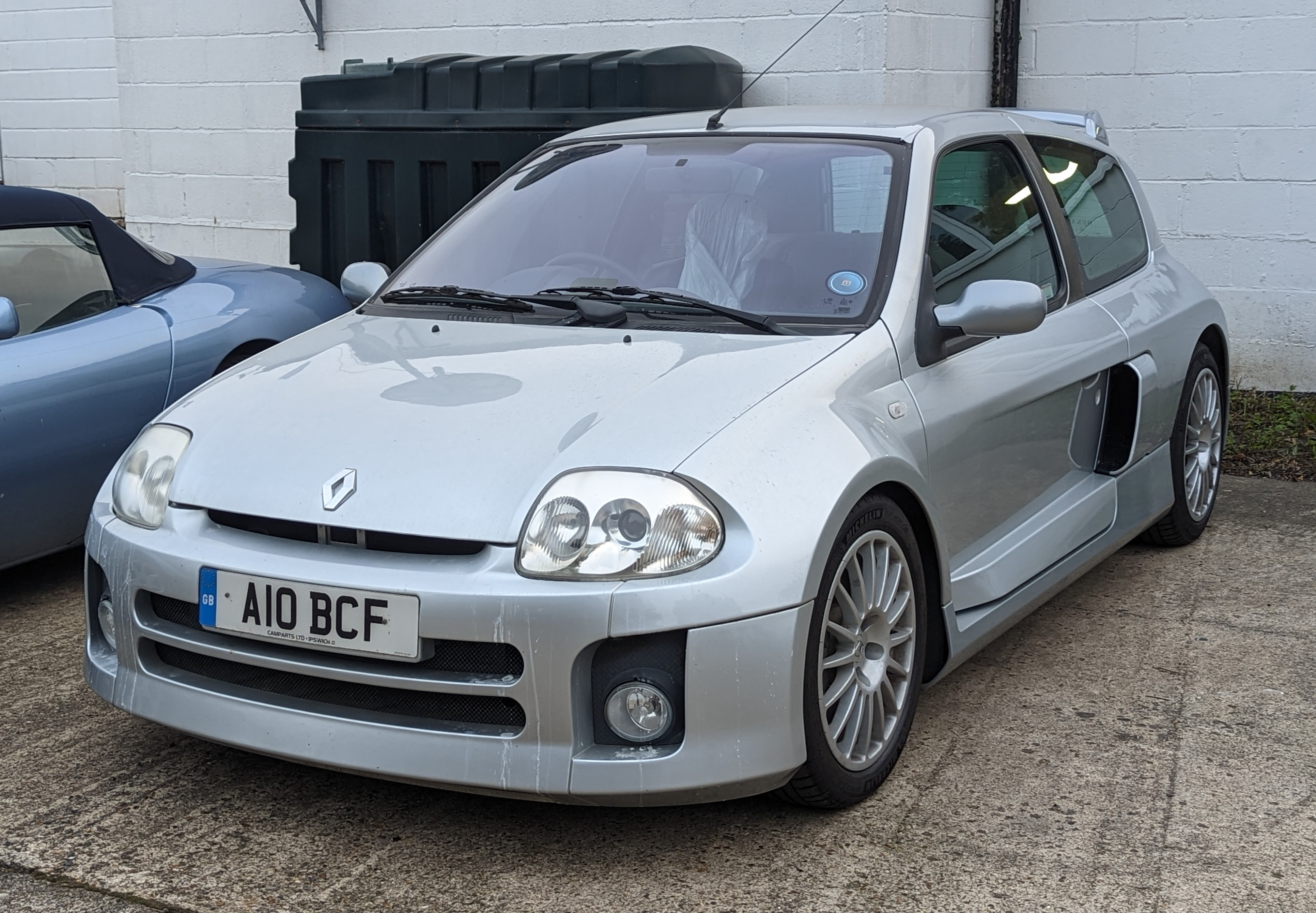
Une Clio V6 phase 1.

La commercialisation de la Clio V6 débute en novembre 2000. Les châssis des Clio II fabriqués dans l'usine de Flins et les moteurs construits dans le Nord sont alors envoyés en Suède, dans l'usine TWR de Uddevalla, qui assure l'assemblage.
La Clio V6 déçoit cependant rapidement le public et la presse, avec un intérieur moins soigné que chez ses concurrentes, un moteur peu convaincant, et un comportement routier parfois qualifié de « dangereux ». En 2003, 1 309 exemplaires de la Clio V6 sont vendus.

#### Phase 2, de juin 2003 à juillet 2005

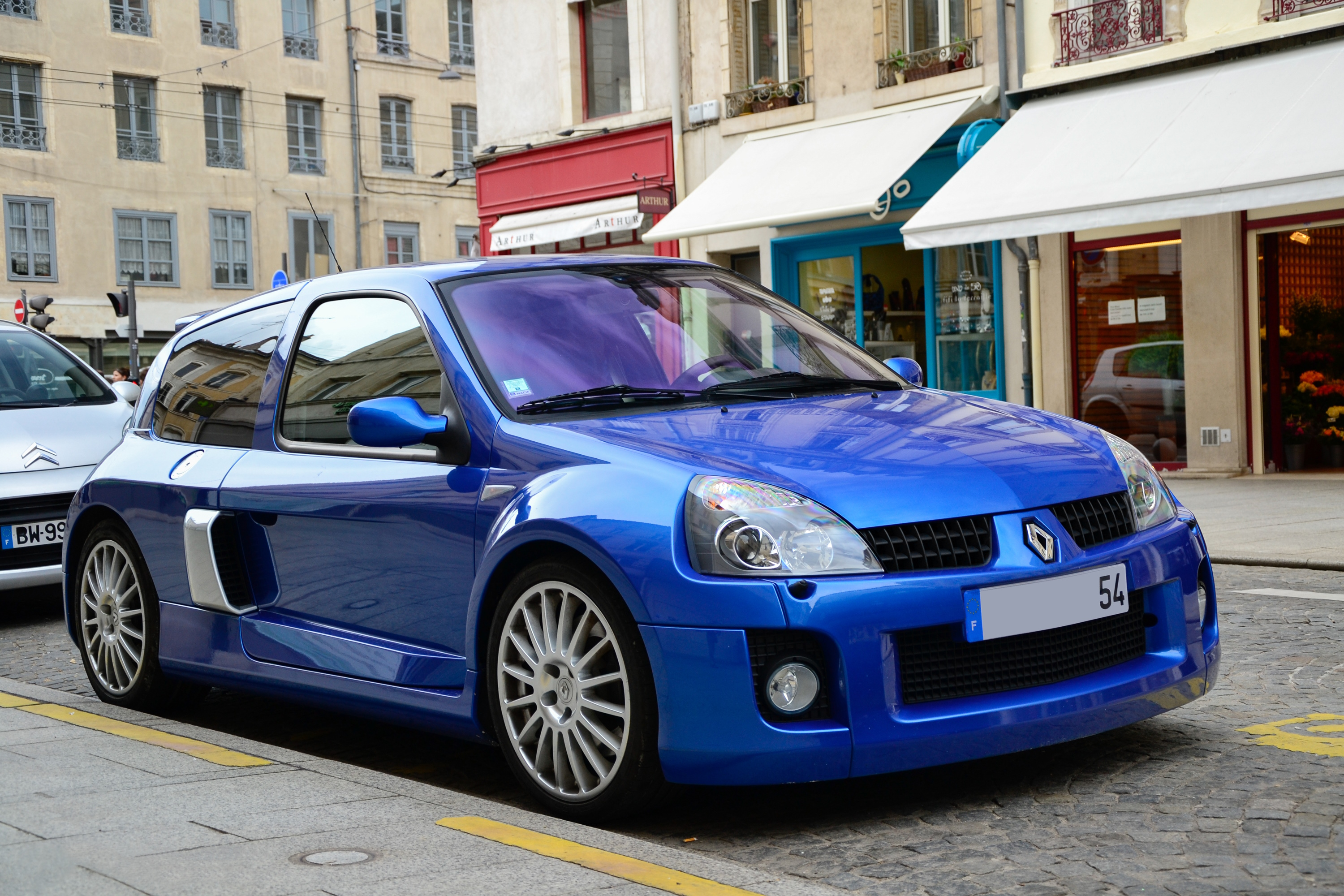
Une Clio V6 phase 2.

Ainsi, en juin 2003, la Clio V6 subit de nombreuses évolution techniques, en plus d'une refonte esthétique, parallèlement au restylage de la Clio II intervenu en juin 2001. À l'extérieur, les modifications les plus notables se concentrent visuellement sur la face avant, la Clio troque ses phares arrondis pour des plus triangulaires, et hérite d'une calandre à deux grilles qui englobe de part et d'autre le losange du logo de Renault. Les deux ouvertures oblongues du bas de la calendre sont supprimés au profit d'une plus large entrée d'air. À l'arrière, les feux sont également remaniés, avec un cerclage blanc pour les feux de reculs. Mécaniquement, le moteur de la phase 2 est grandement retravaillé par le département technologies de la filiale Renault Sport. Le filtre à air double de taille, l'arbre à cames et l'admission sont modifiés, la rampe d'alimentation est dédoublée, et un nouveau calculateur développé par les ingénieurs de Porsche est équipé. Le train arrière, un des éléments les plus critiqués de la phase 1, est lui aussi retravaillé. La production est désormais assurée dans l'usine Renault Alpine de Dieppe.

### Arrêt
La production de la Clio V6 est officiellement arrêtée en juillet 2005, après 2 822 exemplaires produits.

## Caractéristiques

### Dimensions
|                                                                      | Renault Clio II V6 (Phase 1) | Renault Clio II V6 (Phase 2) |
| -------------------------------------------------------------------- | ---------------------------- | ---------------------------- |
| Longueur                                                             | 3 841 mm                     | 3 841 mm                     |
| Largeur                                                              | 1 830 mm                     | 1 830 mm                     |
| Hauteur                                                              | 1 358 mm                     | 1 358 mm                     |
| Empattement                                                          | 2 532 mm                     | 2 532 mm                     |
| Voies avant / arrière                                                | 1 518 / 1 476 mm             | 1 518 / 1 476 mm             |
| Garde au sol(à vide / en charge)                                     | 10 mm                        | 10 mm                        |
| Rayon de braquage                                                    | 13 m                         | 11,3 m                       |
| Masse à vide (PV) (selon moteurs et équipements)                     | 1 335 kg                     | 1 405 kg                     |
| Charge utile (selon moteurs et équipements)                          | 210 kg                       |                              |
| Poids total autorisé en charge (PTAC) (selon moteurs et équipements) | 1 545 kg                     |                              |
| Coffre                                                               | 65 L                         | 65 L                         |
| Capacité du réservoir                                                | 61 L                         | 61 L                         |

### Chaîne cinématique

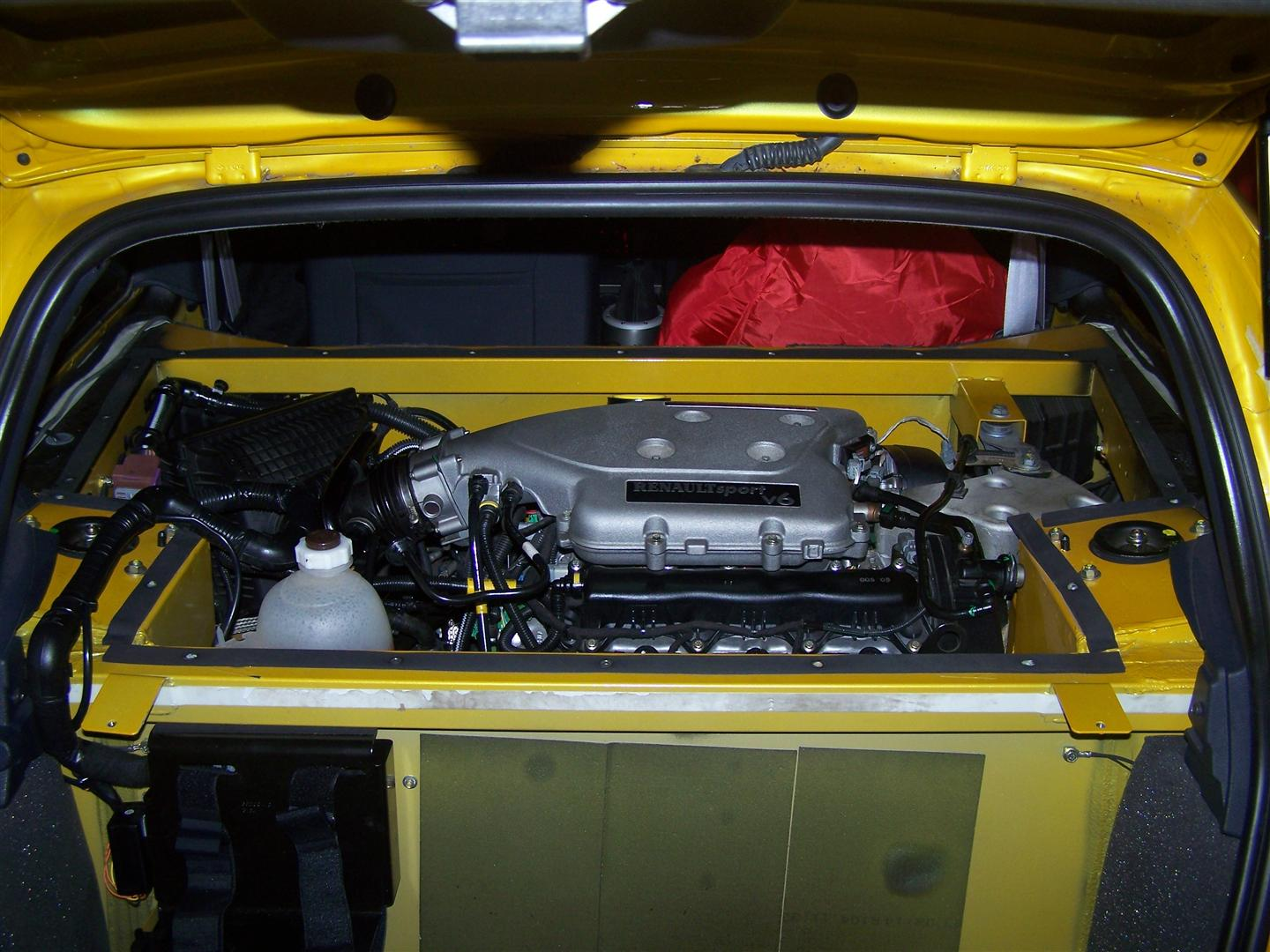
Le moteur V6 ESL sur une Clio V6.

#### Motorisations
La Clio V6 est propulsée par le moteur V6 ESL, dont toute la partie haute est retravaillée exclusivement pour le modèle. L'arbre à cames, les soupapes et l'injection, sont également modifiés, en plus d'une reprogrammation du moteur. Au lancement de la phase 2, le moteur est grandement retravaillé par le département technologies de la filiale Renault Sport. Le filtre à air double de taille, l'arbre à cames et l'admission sont modifiés, la rampe d'alimentation est dédoublée, et un nouveau calculateur développé par les ingénieurs de Porsche est équipé.
| Modèle et boîte                     | Construction            | Moteur                   | Cylindrée         | Puissance                      | Couple                 | 0 à 100 km/h | Vitesse maximale | Consommation et émissions de CO2 |
| ----------------------------------- | ----------------------- | ------------------------ | ----------------- | ------------------------------ | ---------------------- | ------------ | ---------------- | -------------------------------- |
| Renault Clio V6 230 (boîte méca. 6) | nov. 2000 - juin 2003   | 6 cylindres en V L7X-760 | 2 946 cm3 (3,0 L) | 169 kW (230 ch) à 6 000 tr/min | 306 N m à 3 750 tr/min | 6,4 s        | 235 km/h         | 10,1 L/100 km 267 g/km           |
| Renault Clio V6 255 (boîte méca. 6) | juin 2003 - juill. 2005 | 6 cylindres en V L7X-762 | 2 946 cm3 (3,0 L) | 188 kW (255 ch) à 7 150 tr/min | 300 N m à 4 650 tr/min | 5,8 s        | 245 km/h         | - 285 g/km                       |

#### Boîte de vitesses
La Clio V6 est équipée de la boîte de vitesses à 6 rapports PK6, conçue pour la Renault Avantime. N'ayant pas reçue de grandes modifications et n'ayant pas été prévue pour équiper un véhicule très sportif, la boîte est jugée imprécise, et disposant d'un mauvais étagement. Avec le lancement de la phase 2, la transmission reçoit un pont plus court, permettant de réduire les rapports de démultiplication avec un meilleur étagement des rapports. Ces corrections offrent alors de meilleures reprises et accélérations à la voiture, en plus d'un maniement plus précis.

### Mécanique

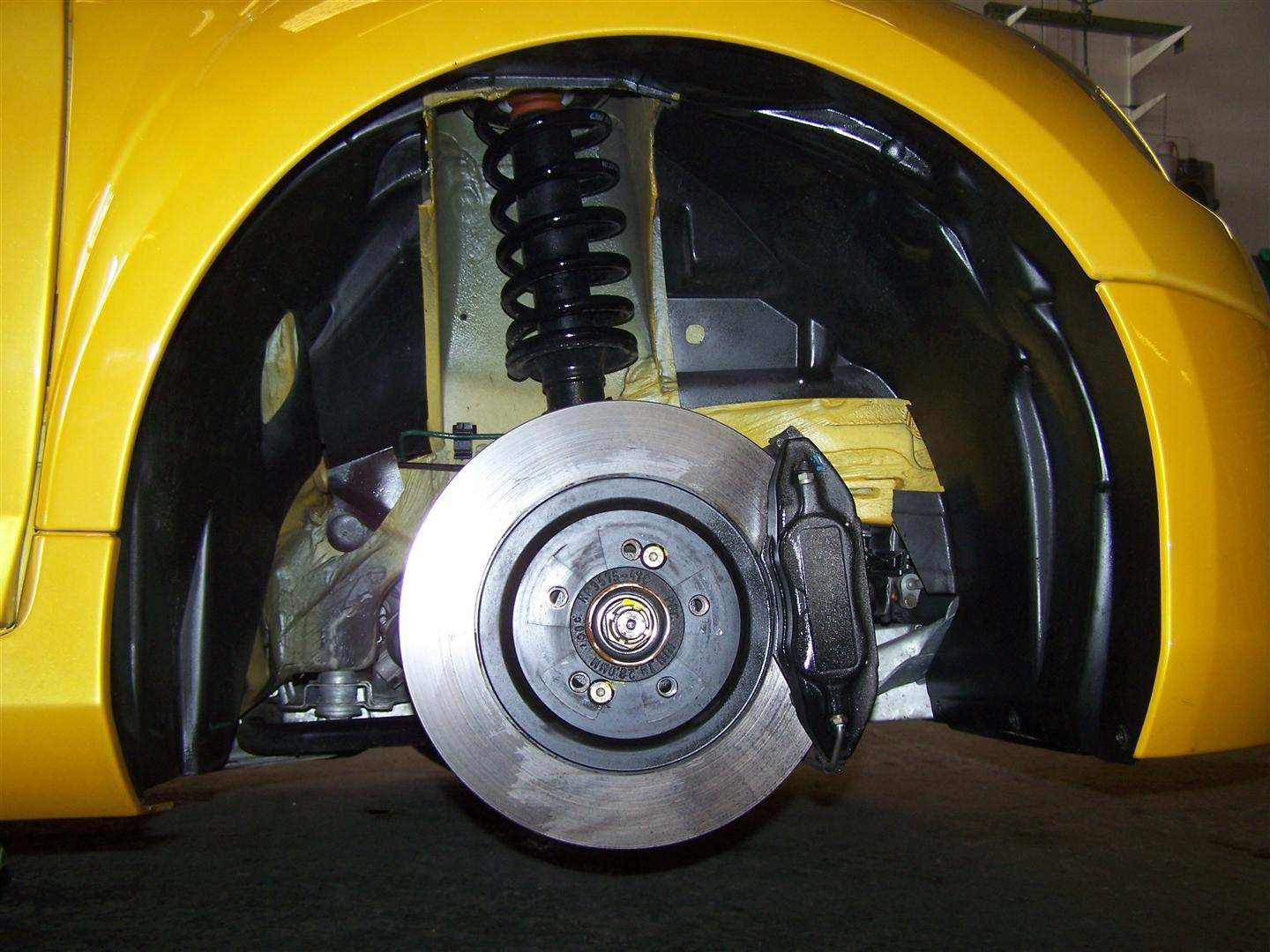
Vue des freins à disques à l'avant.

En termes de freinage, la Clio V6 est pourvue de quatre freins à disques ventilés, dont le diamètre atteint 330 mm pour les disques avant (4 pistons) et 300 mm pour ceux situés à l'arrière (1 piston). Le train avant dispose d'une suspension de type MacPherson avec des triangles inférieurs et des ressorts hélicoïdaux, tandis qu'à l'arrière sont équipés des MacPherson avec essieu multibras et ressorts hélicoïdaux. Les pneumatiques d'origine constructeur sont des Michelin Pilot Sport 2 (205/40 ZR18 à l'avant et 245/40 ZR18 à l'arrière). La Clio V6 est équipée de jantes de 17 pouces fabriquées par OZ Racing, les « OZ Superturismo 17 ».

### Châssis et carrosserie

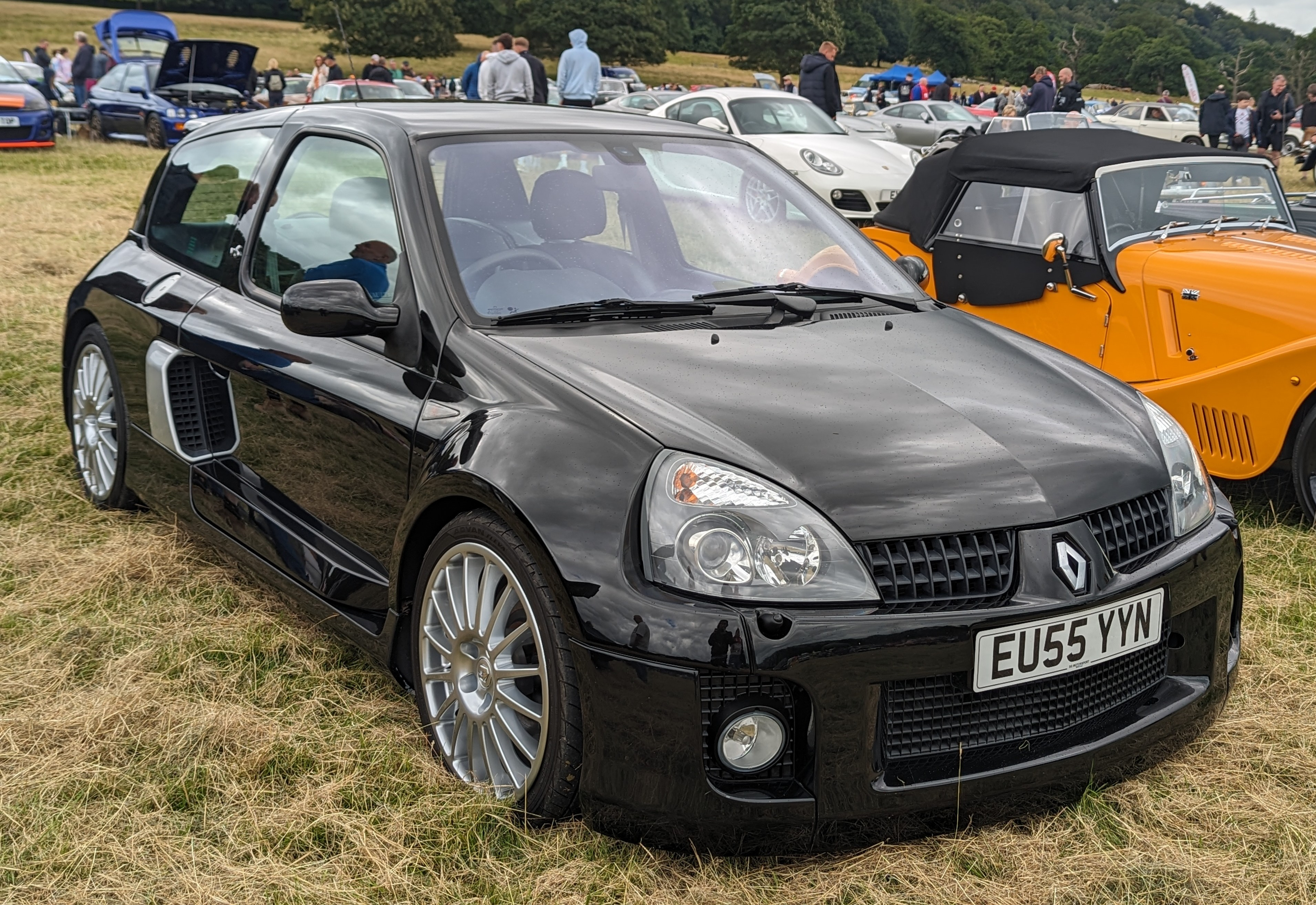
Une Clio V6 phase 2 en coloris Noir Doré (TE268).

Les pièces de carrosseries sont pour la plupart réalisées en composite, en petite série, et assemblées presque de manière artisanale. Ces méthodes de fabrication sont en partie responsable du prix de vente du modèle.

#### Teintes de carrosserie
Tous les coloris de la Renault Clio V6 sont définis par le premier code couleur Renault, appliqué aux nouvelles teintes jusqu'en 1998. Ce code est composé de quatre à cinq caractères, le premier groupe d'une ou deux lettres indique la finition de la peinture : « O » pour opaque, « OV » pour opaque vernie, « NV » pour nacrée vernie, « M » pour métallisée non vernie, « MV » pour métallisée vernie, et « TE » pour teinte à effet. Dans la majeure partie des cas, le premier symbole de la suite de trois caractères permet de définir la famille de couleur.

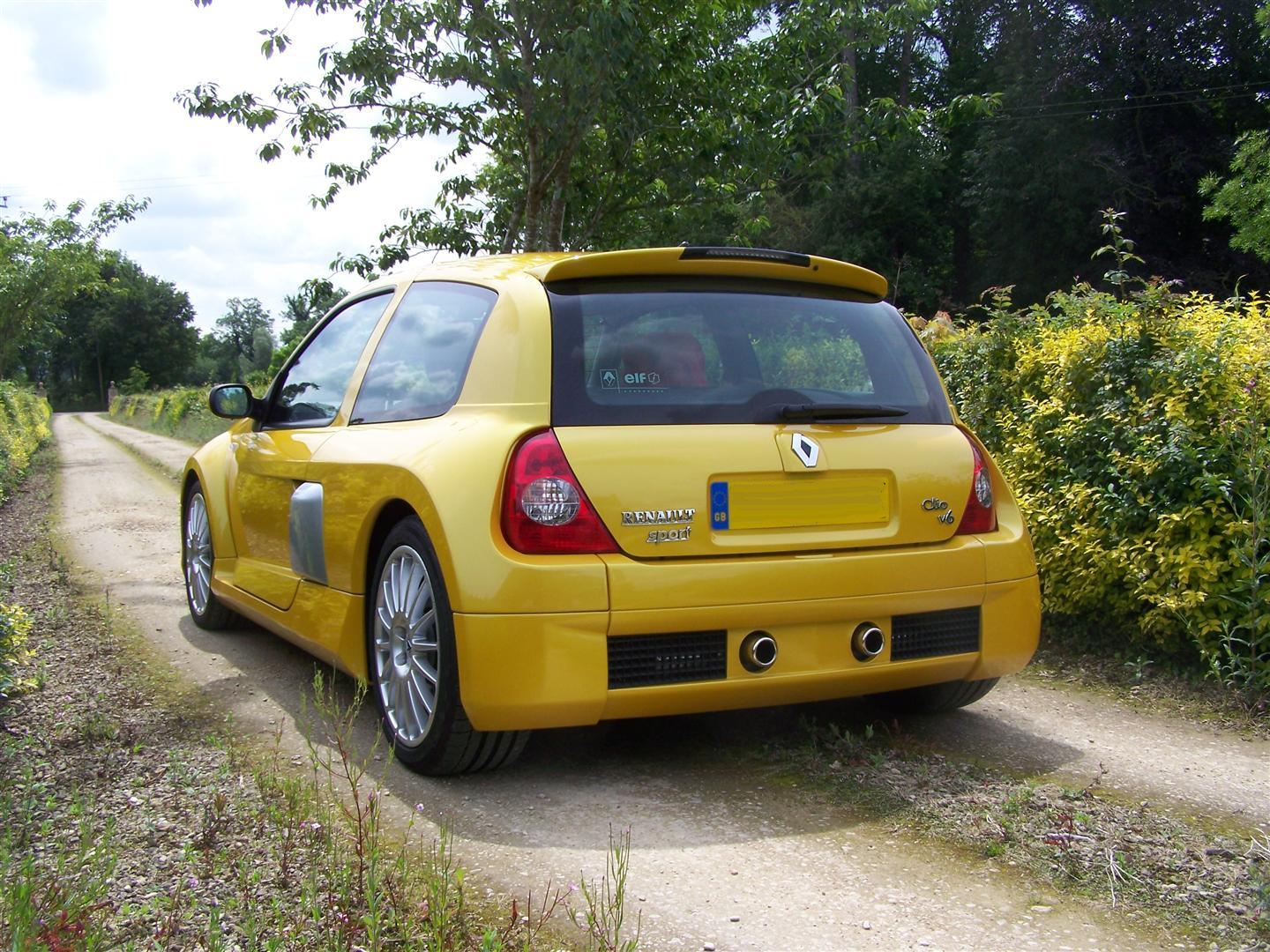
Une Clio V6 phase 2 en couleur Jaune Sirius (TEJ37).

À sa sortie en 2000, la Clio n'est disponible qu'en trois coloris (Rouge de Mars, Bleu Illiade, et Gris Iceberg), auquel viennent s'ajouter une grande palette de couleurs avec la phase 2. Le Gris Iceberg est cependant retiré du catalogue lors du restylage. Au total, 14 couleurs sont proposées sur la Clio V6.
- Bleu Profond (TE149)
- Noir Doré (TE267)
- Noir Nocturne (TE268)
- Rouge de Mars (TE274)
- Bleu Illiade (TE549)
- Gris Iceberg (MV640)
- Gris Titane (MV647)
- Marron Callisto (TEB14)
- Orange Sanguine (TED38)
- Gris Lune (TED60)
- Gris Technique (TED61)
- Vert Orion (TEF94)
- Jaune Saturne (TEJ36)
- Jaune Sirius (TEJ37)

### Intérieur, options et accessoires

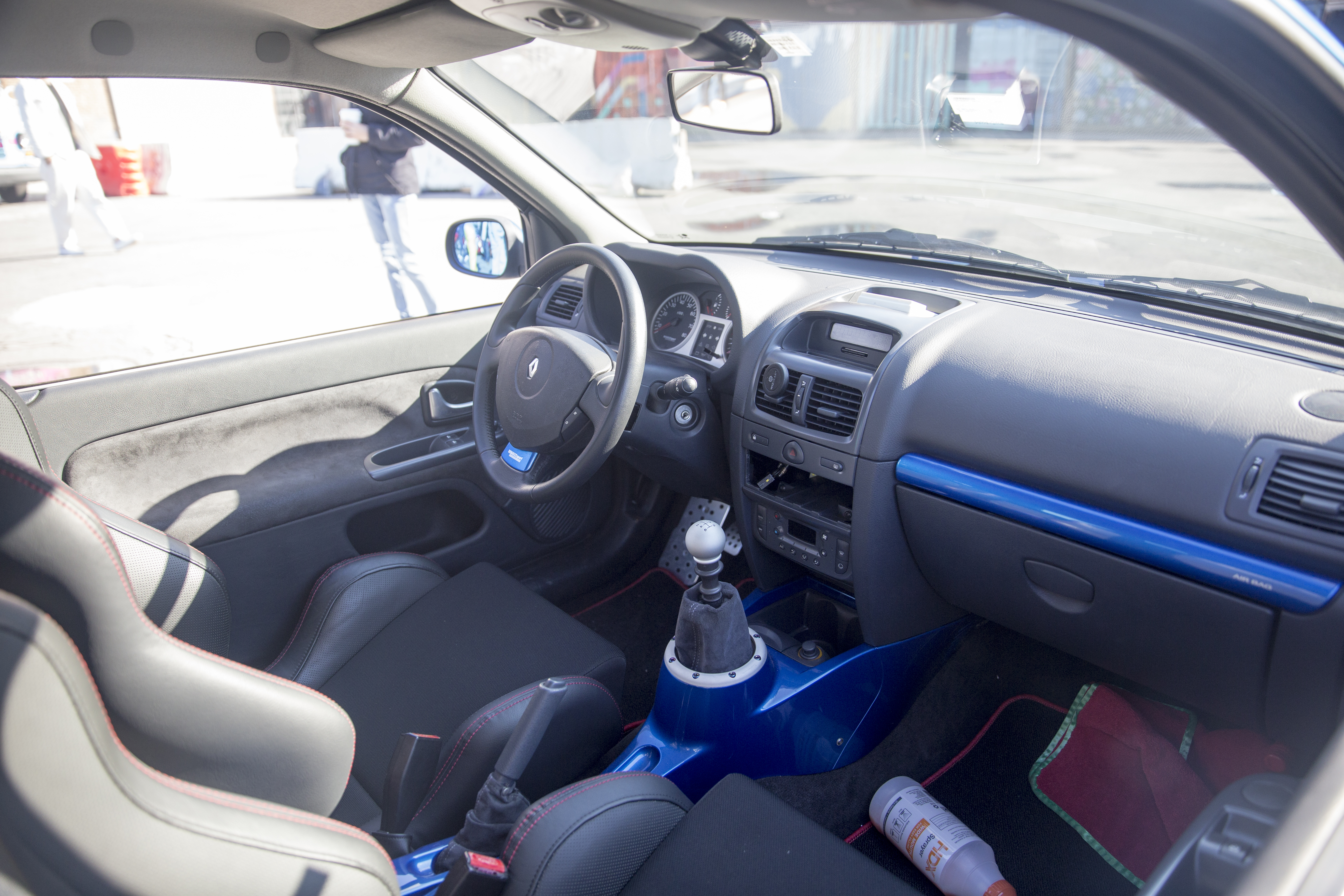
Intérieur de la Clio V6 phase 2.

La V6 reprend la planche de bord de la Renault Clio II RS, avec en plus une sellerie en cuir et alcantara, et quelques éléments en aluminium comme le pédalier et le pommeau de vitesses. Elle est également équipée de la climatisation, de vitres électriques, de la fermeture centralisée, et d'un chargeur 6 CD.

## Production
La Renault Clio V6 est produite au total à 2940 exemplaires sur 5 ans de carrière. Les 1631 exemplaires de phase 1 sont produits dans l'usine TWR de Uddevalla, en Suède. Les 1 309 exemplaires de phase 2 sont quant à eux fabriqués dans l'usine Renault Alpine de Dieppe, en France.

## Dans la culture populaire

### Télévision
Une Clio V6 phase 2 apparait dans l'épisode 26 de la série argentine Sos mi vida, diffusé en 2006.

### Jeux vidéo
La Clio V6 est jouable dans un très grand nombre de jeux vidéo du début des années 2000, comme Sega GT (2000), Metropolis Street Racer (2000), Sega GT 2002 (2002), Downtown Run (2003), Project Gotham Racing 2 (2003), The Getaway: Black Monday (2004) TOCA Race Driver 3 (2006), Race Driver: Create and Race (2007). En plus de ces titres, la V6 apparaît également dans plusieurs opus de la saga Gran Turismo, tel que Gran Turismo 2 (2000), Gran Turismo 3: A-Spec (2001), Gran Turismo 4 (2004), Gran Turismo 5 (2010), Gran Turismo 5 Prologue (2007), Gran Turismo PSP (2009), Gran Turismo 6 (2013), Gran Turismo Sport (2017), et Gran Turismo 7 (2022). Mais également dans Forza Motorsport (2005), Forza Motorsport 2 (2007), Forza Motorsport 3 (2009), Forza Motorsport 4 (2011), Forza Horizon 2 (2014) Forza Motorsport 6 (2015), Forza Motorsport 7 (2017) et Forza Horizon 4 (2018) de la saga Forza. La Clio V6 est aussi utilisable dans divers jeux de la série Need for Speed, avec Need for Speed: Carbon (2006), Need for Speed: Most Wanted (2005), Need for Speed: Undercover (2008), et enfin Need for Speed: World (2010).